# Ernst-Richard Schwinge
Ernst-Richard Schwinge (* 4. September 1934 in Berlin-Charlottenburg) ist deutscher Klassischer Philologe.

## Leben
Ernst-Richard Schwinge wurde 1934 in Berlin geboren. Nach Besuch der Grundschule wurde er 1946 Schüler des Alten Gymnasiums in Oldenburg, wo er 1955 die Reifeprüfung ablegte. Im Sommersemester 1955 begann er sein Studium; er studierte an den Universitäten Tübingen, München und Hamburg Klassische Philologie, außerdem Philosophie und Deutsche Literaturwissenschaft. Anfang 1960 legte er in Hamburg das Erste Staatsexamen in den Fächern Griechisch und Latein ab, im Dezember desselben Jahres wurde er an der Universität Hamburg mit der Dissertation Die Stellung der Trachinierinnen im Werk des Sophokles zum Dr. phil. promoviert.  Die Arbeit erschien 1962 in der Schriftenreihe Hypomnemata. Untersuchungen zur Antike und zu ihrem Nachleben.
Nach einem sechsmonatigen Referendariat wurde Schwinge kurzzeitig Wissenschaftlicher Mitarbeiter beim Lexikon des frühgriechischen Epos, zum Wintersemester 1961/1962 wurde er dann Wissenschaftlicher Assistent am Lehrstuhl von Hartmut Erbse am Seminar für Klassische Philologie der Universität Hamburg. Zum Sommersemester 1965 wechselten beide gemeinsam an die Universität Tübingen, wo Schwinge sich im Januar 1967 mit der Schrift Die Verwendung der Stichomythie in den Dramen des Euripides für das Fach Klassische Philologie habilitierte. Von 1967 bis 1973 war Schwinge Universitätsdozent in Tübingen, wurde dann zum außerplanmäßigen Professor ernannt und war im akademischen Jahr 1974/75 Prodekan des Fachbereichs Altertums- und Kulturwissenschaften.
1976 wurde Schwinge als ordentlicher Professor für Klassische Philologie, insbesondere Gräzistik, an die Christian-Albrechts-Universität zu Kiel berufen. Hier war er von 1987 bis 1989 und von 1991 bis 1992 Prodekan sowie von 1989 bis 1991 Dekan der Philosophischen Fakultät. 1993 wurde Schwinge ordentliches Mitglied der Joachim-Jungius-Gesellschaft der Wissenschaften in Hamburg. Von 1993 bis 1995 war er Vorsitzender der Mommsen-Gesellschaft, des Verbandes der deutschen Forscher auf dem Gebiete des griechisch-römischen Altertums. 1999 wurde Schwinge emeritiert; sein Nachfolger wurde Lutz Käppel. Im Jahr 2005 wurde Schwinge zum Seniormitglied der Akademie der Wissenschaften in Hamburg in Hamburg ernannt.
Schwinge ist seit 1964 verheiratet und hat zwei Kinder.

## Forschung
Schwinge beschäftigt sich in seinen Arbeiten vorwiegend mit der Griechischen Tragödie. Für das Lexikon der Alten Welt schrieb er 87 Artikel aus diesem Bereich. Außerdem verfasste er Schriften zur homerischen Epik, zur Alten Komödie, zur griechischen Geschichtsschreibung, zur hellenistischen Dichtung, zur griechischen Poetik und zur Rezeption der Antike insbesondere in der Goethezeit.

## Wichtige Veröffentlichungen (Auswahl)
- Die Stellung der Trachinierinnen im Werk des Sophokles. Vandenhoeck & Ruprecht, 1962. (Online-Teilansicht)
- (Hrsg.): Euripides (= Wege der Forschung, Bd. 89). Wissenschaftliche Buchgesellschaft, Darmstadt 1968.
- Künstlichkeit von Kunst. Zur Geschichtlichkeit der alexandrinischen Poesie. München 1986. ISBN 3-406-31246-2.
- Goethe und die Poesie der Griechen. Stuttgart 1986. ISBN 3-515-04815-4.
- Die Odyssee – nach den Odysseen. Betrachtungen zu ihrer individuellen Physiognomie. Göttingen 1993. ISBN 3-525-86264-4.
- Griechische Tragödie und zeitgenössische Rezeption: Aristophanes und Gorgias. Zur Frage einer angemessenen Tragödiendeutung. Göttingen 1997. ISBN 3-525-86292-X.
- „Ich bin nicht Goethe“. Johann Gottfried Herder und die Antike. Göttingen 1999. ISBN 3-525-86300-4.
- Wolfgang Schadewaldts Studien zu Goethe. Göttingen 2001. ISBN 3-525-86312-8.
- Schiller und die griechische Tragödie. Göttingen 2006. ISBN 3-525-86332-2.
- Komplexität und Transparenz. Thukydides: eine Leseanleitung. Winter, Heidelberg 2008, ISBN 3-8253-5451-2.
- „Uralte Gegenwart“. Studien zu Antikerezeptionen in Deutschland. Rombach, Freiburg/Br. 2011, ISBN 978-3-7930-9677-1.
- Achill contra Achill. Interpretationen zum zweiten Teil von Homers Ilias. Rombach, Baden-Baden 2022, ISBN 978-3-96821-852-6.

Festschrift
- Boris Dunsch u. a. (Hrsg.): Epos, Lyrik, Drama. Genese und Ausformung der literarischen Gattungen : Festschrift für Ernst-Richard Schwinge zum 75. Geburtstag (= Bibliothek der klassischen Altertumswissenschaften, 2. Reihe, N.F., Bd. 139). Winter, Heidelberg 2013, ISBN 978-3-8253-6166-2.